# Ларреа Альба, Луис
Луис Альберто Альба Ларреа (исп. Luis Alberto Larrea Alba; 25 октября 1894, Гуаякиль, Эквадор — 17 апреля 1979 года, Кордова, Аргентина) — эквадорский военный офицер и политический деятель, министр внутренних дел в 1931 году и в этом качестве — исполняющий обязанности президента Эквадора в период после отставки Исидро Айора с 24 августа по 15 октября 1931 года. В 1935 году его кандидатура предлагалась блоком левых сил (Социалистическая партия Эквадора и Коммунистическая партия Эквадора) на пост президента. В 1944 году, будучи лидером Эквадорского демократического альянса, участвовал в революции 28 мая, возглавив революционную хунту в Гуаякиле, свергнувшую президента Карлоса Арройо дель Рио.